# Скиф-той-боб
Скиф-той-боб (Той-боб, карликовый бобтейл) — порода кошек, имеющая маленькие размеры тела, короткий хвост («боб»), голубые глаза и сиамский окрас. На данный момент требование по окрасу существует не во всех фелинологических федерациях, однако в первом стандарте породы и в стандарте породы, которого придерживается создатель этой породы, указан только этот окрас. Скиф-той-боб являлась одной из самых строгих в плане окраса пород на момент ее создания и регистрации этой породы автором.
Работа над породой начата в 1980-е годы, зарегистрирована порода в качестве экспериментальной в 1993 году,
Создательница породы — Елена Красниченко, Россия.
На 2017 год порода Скиф-той-боб официально признана в следующих фелинологических федерациях: ASC, FARUS, AFC, WCC, ICU, АФК, WCF.
В январе 2017 года была подана заявка на признание породы в федерацию TICA, в данный момент кошки уже принимают участие в выставках с участием федерации TICA.
В 2018 году порода признана федерацией MFA, породе дан статус экспериментальной породы.
Также в 2018 году порода признана федерацией CFF, при этом порода признана только в короткой шерсти.
На данный момент в различных федерациях порода признана с некоторыми отличиями в стандартах, в том числе с отличиями от стандарта породы, каким она была зарегистрирована ее создательницей.
Кошки этой породы являются одними из самых маленьких в мире. Вес взрослого скиф-той-боба от полутора до двух с небольшим килограммов, при этом в стандарте отмечено, что предпочтительный вес взрослых котов и кошек этой породы должен быть менее двух килограммов.
По утверждению создателей породы, скиф-той-бобы имеют "собачий" характер, сильно привязаны к  владельцу и стремятся находиться в постоянном контакте с ним, а также высоко обучаемы.

## Стандарт породы
Категория: пойнтовая
Окрасы (тип): Солиды колор-пойнт, Черепаховые колор-пойнт
Окрасы (цвета): Все
Разрешенные скрещивания: Тайские кошки и особи аборигенного происхождения соответствующего фенотипа, приоритет животным ростовского и уральского происхождения.
AOV: Все окрасы и длина шерсти, отличные от допущенных. Эти особи могут использоваться до 2020 года в селекции и выставляться в классе «AOV»

### Голова
Форма — голова почти круглая, все линии скруглённые, без плоскостей. Лоб наполненный, высокий.
Уши — от средних до маленьких, практически равны по ширине и высоте. Открытые в основании, с закруглёнными кончиками, поставлены достаточно высоко и прямо на голове.
Глаза — большого размера, круглые, выпуклые, посажены достаточно далеко друг от друга. Взгляд открытый и удивлённый. Цвет синий, чем ярче и насыщеннее, тем лучше. Для солид окрасов группы AOV разрешен только насыщенный зеленый цвет глаз.
Подбородок — имеет хорошую глубину и образует одну линию с носом. За счет «надутой» мочки носа может казаться чуть скошенным. Мордочка наполненная, выраженная, округлённая. Скулы достаточно высокие, более широкие у самцов.
Нос — средней длины, римский, заканчивается наполненной, широкой мочкой носа.
Профиль: лоб от плавной выпуклости затылка переходит к небольшой плоской площадке посередине лобной части черепа. Надбровные дуги выражены, в профиль видим две дуги — римского носа и надбровий, формирующие плавный переход.

### Тело
Крепкие, сбалансированные кошки. Они имеют хорошо наполненный корпус средней длины квадратного формата. Круп и грудь крепкие, спина ровная, Углы конечностей и плеча хорошо выражены. Тело крепкое, но мускулатура не рельефная. Общий размер от некрупного до маленького, особенно у самок. Шея короткая, чуть более развитая у котов-производителей. Во всех параметрах коты чуть крупнее кошек при сохранении баланса.
Конечности: средней длины, крепкие, с отличной мускулатурой, в пропорции к телу.
Лапки: аккуратные, округлые, собранные.
Хвост: 3-7 см видимой длины, подвижный, может иметь любые изломы и некоррекции. Хорошо опушен. Подвижность приветствуется.
Мускулатура: отлично развитая, без выраженной рельефности. Наибольшее внимание уделяется наполненности ребер и развитии грудины.

### Шерсть
Длина — короткошерстная, достаточно короткая, но не похожа на шерсть сиамских кошек .
Текстура — шелковистая, остевая без подшерстка, прилегающая и приятная на ощупь. Шерсть может быть немного мягче и длиннее на животике.
Окрас — колор-пойнт во всех солид окрасах. Окрас шерсти и четкость отметин равно важны при экспертизе. Пойнтовые отметины маски и ушек очень насыщенного цвета, уши и маска могут сливаться, но предпочтительно разделенные. Корпус контрастный, светлый, без остаточного рисунка.
Баланс: хорошо сбалансированная кошка, не экстремальная ни в какой стати кроме глаз.
Кондиция: кошка должна излучать здоровье, быть чистой, ухоженной и активной.
Общее впечатление: маленькая, любознательная, активная кошка с крепким, мускулистым телом, широкой грудью и укороченным хвостом. Ярко и контрастно прокрашенные «пойнты» окраса контрастируют со светлым, чистым от рисунка корпусом. Первое что выделяется при взгляде на той боба — глаза — очень яркие и выразительные.
Допущения: С возрастом шерсть на корпусе может потемнеть. Для кошек, имеющих ген красного окраса (Red Factor) допускаются незначительные темные пятнышки-веснушки на подушках лап, на ушных раковинах и губах и легкий остаточный рисунок на пойнтах. Белые медальоны и белые отметины на пальцах.
Недостатки: Крупный размер. Легкость сложения.
Дисквалификация:
Отсутствие изломов хвоста. Хвост полной длины. Любые костные аномалии позвоночника, грудины и аномалии суставов. Истощенность. Дварфизм.

## Интересные факты
В Ростове-на-Дону создан Центр фелинотерапии «Кэтс планета доверия», в котором кошки породы Скиф-той-боб используются для помощи больным детям.
В ноябре 2017 года Центр фелинотерапии с проектом «Кошки — крошки спешат на помощь» получил на развитие грант Президента Российской федерации.